# 안산시청역
안산시청역(Ansan City Hall Station, 安山市廳驛)은 경기도 안산시 단원구 호수동에 위치한 신안산선의 전철역이다.

## 연혁
- 2020년 1월 30일: 착공
- 2026년 12월: 신안산선 개통과 함께 영업 개시(예정)

## 승강장
2면 2선의 상대식 승강장 예정이다.
| ↑ 중앙   |
| \| 하    |
| 한양대 ↓ |

| 상 | ● 신안산선(2026년 개통예정) | 여의도 방면 |
| 하 | ● 신안산선(2026년 개통예정) | 한양대 방면 |

## 역 주변
- 수원지방검찰청 안산지청
- 수원지방법원 안산지원
- 슬기초등학교
- 안산문화광장
- 안산미디어 라이브러리
- 안산호수공원
- 한국방송통신대학교 안산시 학습관
- 고잔고등학교
- 송호초등학교
- 호수동우체국
- 양지고등학교
- 안산진흥초등학교

## 인접한 역(예정)
| 신안산선         | 신안산선   | 신안산선    |
| ---------------- | ---------- | ----------- |
| 중앙 여의도 방면 | ● 신안산선 | 한양대 방면 |